# Konrad von der Lage
Konrad von der Lage (* 1631 in Reepsholt, Ostfriesland; † 5. Dezember 1694 in Weimar) war ein deutscher lutherischer Geistlicher. Er wirkte unter anderem als Oberhofprediger, Prinzenerzieher und Generalsuperintendent in Weimar.

## Leben
Konrad von der Lage kam aus der Familie des Geistlichen Simon von der Lage. Er studierte in Rinteln, Erfurt und Leipzig Theologie und wurde durch Herzog August, den Administrator des Erzstiftes Magdeburg, zum Pfarrer der Gemeinde Lodersleben im Amt Querfurt bestellt. Im Jahre 1661 siedelte er nach Weimar über und wirkte dort als Erzieher von Wilhelm Ernst (Sachsen-Weimar). Im Jahre 1664 wurde er Hofprediger und als Assessor an das Oberkonsistorium berufen. Von 1672 bis zu seinem Tode wirkte von der Lage in Weimar als Generalsuperintendent und Oberhofprediger. Er stellte 1681 das erste Weimarische Gesangbuch mit 220 Liedern zusammen. Er trat auch als Verfasser zahlreicher theologischer Schriften in Erscheinung. Johann Christoph Oberdörffer (1664–1724) schuf von ihm ca. 1694 einen Kupferstich. Das Porträt befindet sich im Schlossmuseum Jever.